# Myriopathes panamensis
Myriopathes panamensis är en korallart som först beskrevs av Addison Emery Verrill 1869.  Myriopathes panamensis ingår i släktet Myriopathes och familjen Myriopathidae. Inga underarter finns listade i Catalogue of Life.